# 卡恩斯城 (德克薩斯州)
卡恩斯城（英語：Karnes City）是一個位於美國德克薩斯州卡恩斯縣的城市。根據2010年美國人口普查，該地共人口3042人，而該地的面積約為5.53平方千米。同時該地也是卡恩斯縣的縣治。

## 地理
卡恩斯城的座標為28°53′00″N 97°54′00″W / 28.88333°N 97.90000°W，而該地的平均海拔高度為131米（即430英尺）。